# Krzywie (gromada)
Krzywie – dawna gromada, czyli najmniejsza jednostka podziału terytorialnego Polskiej Rzeczypospolitej Ludowej w latach 1954–1972.
Gromady, z gromadzkimi radami narodowymi (GRN) jako organami władzy najniższego stopnia na wsi, funkcjonowały od reformy reorganizującej administrację wiejską przeprowadzonej jesienią 1954 do momentu ich zniesienia z dniem 1 stycznia 1973, tym samym wypierając organizację gminną w latach 1954–1972.
Gromadę Krzywie z siedzibą GRN w Krzywiu utworzono – jako jedną z 8759 gromad na obszarze Polski – w powiecie gostynińskim w woj. warszawskim, na mocy uchwały nr VI/10/3/54 WRN w Warszawie z dnia 5 października 1954. W skład jednostki weszły obszary dotychczasowych gromad Choinek, Huta Nowa, Krzywie, Marianka, Nagodów, Wrząca i Zuzinów, ponadto wieś Górki A i wieś Górki D z dotychczasowej gromady Górki oraz wieś Huta Ratajska i osada Pyszkowo z dotychczasowej gromady Budy Kozickie ze zniesionej gminy Rataje w tymże powiecie. Dla gromady ustalono 13 członków gromadzkiej rady narodowej.
Gromadę zniesiono 31 grudnia 1959, a jej obszar włączono do nowo utworzonej gromady Solec w tymże powiecie.